# Чрета (Хоче-Сливниця)
Чрета (словен. Čreta) — поселення в общині Хоче-Сливниця, Подравський регіон‎, Словенія.